# سان مارینو (رود)
رودخانه سان مارینو (به انگلیسی: San Marino River) رودخانه‌ای به‌طول ۸٫۷ کیلومتر است که در ایتالیا، سن مارینو جریان دارد.